# A Christmas Carol (Doctor Who)
"A Christmas Carol" é um episódio especial de Natal da série de ficção científica britânica Doctor Who, transmitido originalmente através da BBC One e da BBC America em 25 de dezembro de 2010. Foi escrito por Steven Moffat e dirigido por Toby Haynes. Este foi o sexto episódio natalino desde que a série retornou em 2005 e o primeiro a estrear simultaneamente no Reino Unido e nos Estados Unidos.
Na história, os recém-casados Amy Pond (Karen Gillan) e Rory Williams (Arthur Darvill) estão em um cruzeiro espacial preso em um estranho cinturão de nuvens e prestes a cair. Eles chamam o Doutor (Matt Smith), que aterrissa no planeta abaixo e encontra o avarento Kazran Sardick (Michael Gambon), um homem que pode controlar a camada de nuvens, mas se recusa a ajudar. Inspirado no livro A Christmas Carol de Charles Dickens, o episódio se baseia no Doutor tentando usar a viagem no tempo para alterar o passado de Kazran e torná-lo mais gentil para que ele salve a nave espacial.
Moffat gostou de escrever o episódio pois era fã da história de Dickens, além do enredo também apresentar tubarões e peixes voadores, coisas de que ele tinha medo quando era criança. O episódio apresentou a estréia da cantora galesa Katherine Jenkins como atriz, que cantou uma música escrita especialmente para ela. "A Christmas Carol" foi filmado entre julho e agosto de 2010, principalmente em cenários desenhados pelo novo designer do show Michael Pickwood. O especial foi visto por 12,11 milhões de espectadores no Reino Unido e recebeu críticas positivas dos críticos.

## Enredo

### Sinopse
Um cruzeiro especial transportando 4003 passageiros, incluindo Amy Pond (Karen Gillan) e Rory Williams (Arthur Darvill) em sua lua de mel, perde o controle quando passam por estranhas nuvens eletrificadas sobre um planeta habitado por humanos. O Doutor (Matt Smith), convocado por Amy, é incapaz de usar a TARDIS para salvar a nave, e portanto, aterrissa no planeta e descobre que uma esfera no centro de uma grande cidade está influenciando a atmosfera. Seu proprietário, o amargo e rabugento Kazran Sardick (Michael Gambon), recusa-se a operar os controles "isomórficos" para desativar a torre e permitir que a nave pouse com segurança. O Doutor observa que Kazran tinha medo de seu pai, o construtor a torre, e cria um esquema inspirado no livro A Christmas Carol de Charles Dickens para fazer de Kazran uma pessoa mais amável.
Ele se aventura no passado de Kazran e o encontra como um jovem garoto de bom coração, interessado nas propriedades únicas da atmosfera do planeta que permitem que os peixes nadem nela. Os experimentos do Doutor com Kazran levam a um tubarão que entra no quarto do garoto e devora a chave de fenda sônica do Doutor. Embora ele consiga recuperar parte do objeto, o tubarão é ferido, ficando incapaz de nadar de volta para a atmosfera. Kazran oferece a solução ao levá-lo para um depósito criogênico onde seu pai mantem pessoas armazenadas como "segurança" para empréstimos, incluindo Abigail (Katherine Jenkins), uma jovem com quem Kazran ficou apaixonado. Abigail, uma vez liberada, canta para acalmar o tubarão enquanto o Doutor utiliza a unidade criogênica da moça para transportar o animal de volta para a atmosfera. Depois que eles voltam para rearmazenar Abigail, Kazran promete a ela que eles retornariam toda véspera de Natal. O Doutor mantem essa promessa, usando a TARDIS para avançar no tempo, ajudando a reunir Kazran e Abigail, assistindo a eles se apaixonarem e, eventualmente, se beijarem. No entanto, após uma dessas visitas, Abigail diz ao agora adulto Kazran um segredo, e este pede ao Doutor para parar de visita-lo, mantendo Abigail no depósito por tempo indeterminado. Embora o velho Kazran no presente torna-se satisfeito com suas novas memórias, ele continua amargurado com o destino de Abigail e se recusa a ajudar a salvar a nave. Como resultado das ações do Doutor, em vez de ser cruel e sem coração, Kazran fica amargo e de coração partido.
O Kazran velho logo é visitado por imagens holográficas da tripulação do cruzeiro no presente. Depois de observar os efeitos do canto de Abigail, a tripulação está cantando canções de Natal, de modo que as frequências de som ajudam a estabilizar a nave, mas não o impedem de cair. Amy aparece e implora a ajuda de Kazran, mas ele se recusa e dissipa os hologramas. O Doutor surge mais uma vez, e Kazran supõe que ele está lá para mostrar seu futuro, mas ele não se importaria se morresse velho e sozinho; Kazran revela que Abigail tinha uma doença incurável ao entrar na câmera criogênica e só teria mais um dia de vida. Como ele não poderia decidir qual dia deveria ser, Kazran lamenta pelo Doutor acreditar que ele poderia mudar sua ideia. Entretanto, sem o seu conhecimento, o Doutor trouxe o jovem Kazran com ele; percebendo como se tornaria amargo no futuro, se assemelhando a seu pai, provoca uma mudança no coração de Kazran (fazendo da própria memória de seu futuro eu uma versão do fantasma do Natal futuro), e ele rapidamente concorda em liberar os controles para salvar a nave.
O Doutor se dá conta que suas alterações no passado de Kazran fizeram que ele não fosse mais capaz de destrancar as nuvens a partir dos controles isomórficos. Ele então sugere que se Abigail cantar através da chave de fenda sônica quebrada, a outra metade, ainda no tubarão, reverberaria na atmosfera e interromperia a tempestade para permitir que a nave pousasse em segurança. Kazran libera Abigail sabendo que esta será a última vez, mas ela compreende e acredita que havia chegado a hora deles compartilharem um dia de Natal. O plano funciona com êxito, e como resultado, começa a nevar na cidade. O Doutor se junta a Amy e Rory e se prepara para deixar o jovem Kazran de volta no passado, enquanto o velho Kazran e Abigail desfrutam de um último passeio juntos numa carruagem puxada pelo tubarão.

### Continuidade
Roupas anteriormente usadas pelos personagens na quinta temporada apareceram em "A Christmas Carol", como o traje de policial do "beijograma" de Amy visto em "The Eleventh Hour" e o uniforme de centurião romano que Rory veste em "The Pandorica Opens". Em uma das vésperas de Natal que o Doutor e Kazran passam com Abigail, eles se apresentam a ela com longos cachecóis listrados, marca da quarta encarnação do Doutor. Os dois também aparecem com fezzes, um item de vestuário que o Doutor gostou de usar em "The Big Bang". Kazran fiz que os controles são "isomórficos", portanto só ele podia usá-los. Em Pyramids of Mars (1975), é dito que os controles da TARDIS são desse tipo, embora em aventuras subsequentes esse recurso foi retido ou ignorado.

## Produção

### Roteiro
O escritor Steven Moffat, que também é escritor principal e produtor executivo da série, queria fazer um especial "realmente natalino", porque o último, The End of Time, tinha sido mais escuro do que o habitual, uma vez que levou à regeneração do Décimo Doutor (David Tennant). Ele afirmou que ele "nunca tinha estado tão animado para escrever alguma coisa. Eu estava rindo loucamente enquanto digitava junto com canções de Natal em abril". Moffat afirmou que A Christmas Carol era "provavelmente [sua] história de Natal favorita "e que se prestava a Doctor Who, embora não houvesse um aspecto semelhante à viagem no tempo na história. Ele também destacou que o Doutor baseou intencionalmente sua reforma de Kazran na história de Dickens, que existe como um personagem no universo de Doctor Who, tendo aparecido no episódio "The Unquiet Dead" em 2005. O conceito do tubarão no céu foi baseado no medo de infância de Moffat de tubarões que tinham evoluído para nadar fora d'água.
Moffat observou que Kazran era diferente de outros vilões encontrados em Doctor Who, pois ele não era totalmente "ímpio". Em vez disso, ele foi mais um personagem "machucado"; o Doutor reconhece isto quando Kazran demonstra a sua incapacidade de bater em um garoto, devido a ele lembrar-se de quando seu pai o bateu. Isto permitiu ao Doutor querer mudar o seu passado e "degelar" sua alma. A frase "meio caminho fora da escuridão" é usado no episódio, uma referência ao fato de que o duro inverno está quase no fim, bem como uma metáfora para Kazran.

### Elenco

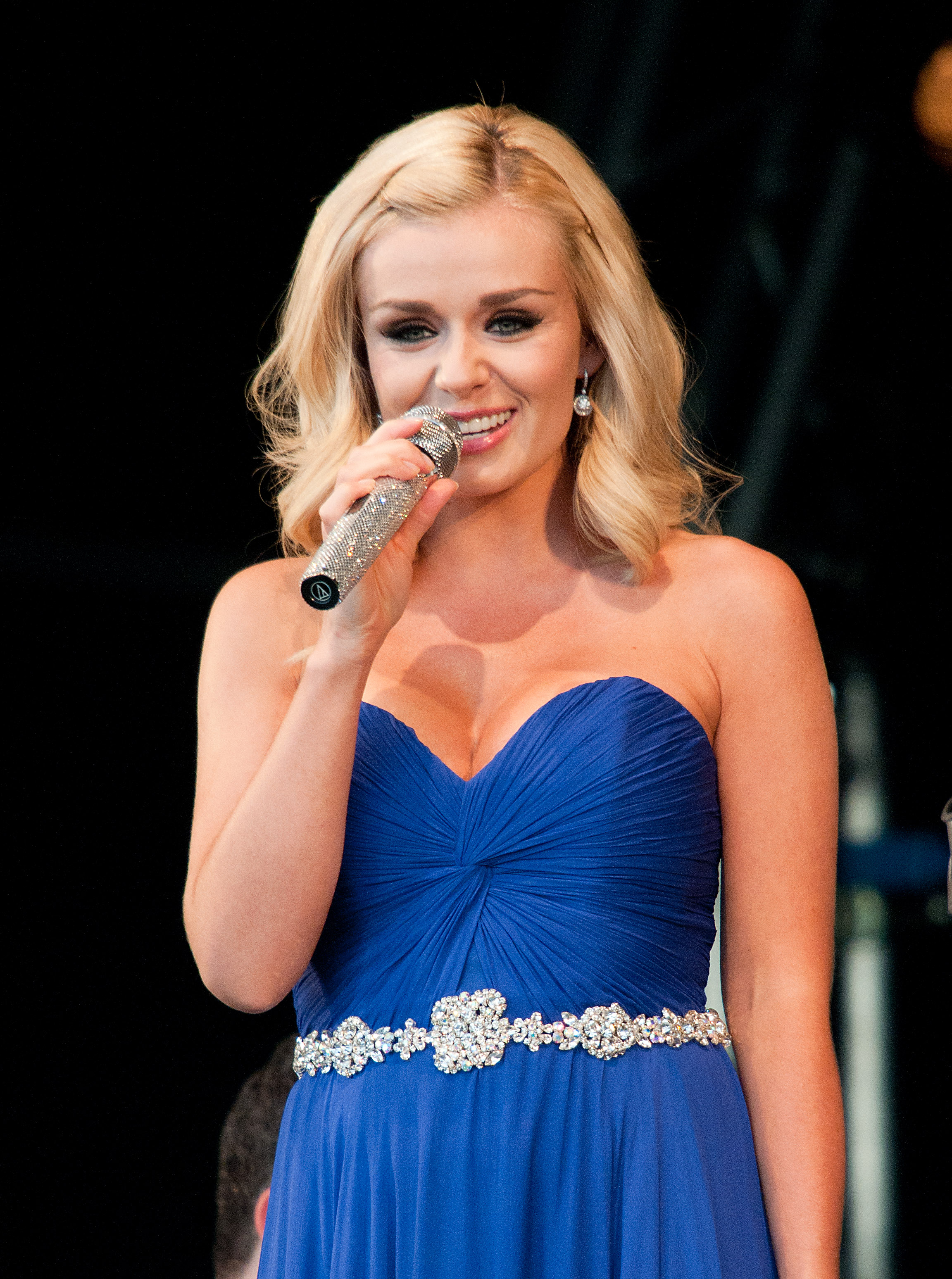
A cantora galesa Katherine Jenkins faz sua estréia como atriz no episódio.

A partir deste episódio, Arthur Darvill passou a integrar o elenco regular. O ator britânico Michael Gambon foi escalado para o papel de Kazran. Andy Pryor, o diretor de elenco, não acreditava que Gambon estaria disponível, e ficou surpreso quando ele aceitou o papel. Matt Smith, Karen Gillan e Darvill ficaram muito honrados em trabalhar com ele. Moffat declarou: "Michael Gambon é distinguido como um ator que eu posso imaginar e pelo fato de que ele foi Dumbledore, significa que ele já é conhecido por milhões de crianças". Kazran ainda menino foi interpretado por Laurence Belcher e como um adulto por Danny Horn. O diretor Toby Haynes disse que a atuação aconteceu naturalmente para Belcher e ele "se prendeu a história" e atraiu o público.
O episódio também apresenta a estréia como atriz da cantora galesa Katherine Jenkins. Pouco antes de seu aniversário de 30 anos em junho de 2010, Jenkins foi sondada sobre o papel, e ela aceitou. Moffat não sabia que Jenkins não tinha nenhuma experiência atuando. Ela originalmente não estava interessada em ser atriz, mas pensou que "gostaria de tentar" Doctor Who, pois era "um show tão icônico". O produtor Sanne Wohlenberg acreditava que Jenkins era perfeita para o papel. Embora estivesse nervosa, Jenkins encontrou uma equipe de Doctor Who "encorajadora e solidária", e acreditava que ela iria atuar novamente "se aparecesse a coisa certa".

### Filmagem e efeitos
A leitura do roteiro aconteceu em Cardiff na quinta-feira, 8 de julho, e produção começou em 12 de julho de 2010 e durou até agosto. O episódio marcou a estréia de Michael Pickwood como o novo cenógrafo. Pickwood e Haynes trabalharam em conjunto para criar a cidade, incorporando elementos que seriam necessários em uma sociedade que partilhava a sua vida diária com peixes. Quase todas as janelas na cidade são redondas, uma reminiscência de submarinos. As estruturas eram feitas de metal, filmado em uma fábrica de aço local. O estúdio de Kazran foi projetado para ser muito grande, já que ele passaria várias cenas sozinho e iria se sentir "anão". As paredes tinham a intenção de parecer de cobre que tinham ficado verdes, e quando combinado com as cortinas vermelhas, criaram as cores do Natal. A pintura do pai de Kazran foi criado a partir de uma foto de Gambon, imprimida em uma tela, com pintura nos detalhes. Os controles de Kazran foram inspirados por um órgão de igreja.
A primeira cena do Doutor no episódio é dele caindo de dentro da chaminé e se apresentando a Kazran. Smith ficou satisfeito com a entrada de seu personagem, notando semelhanças entre o Doutor e o Papai Noel. No entanto, um dublê realizou a cena. Para a cena em que um peixe para na frente da chave de fenda sônica, o objeto foi pendurado na frente de um fundo verde e foi cutucado com uma caneta para criar o efeito do peixe batendo nela. Para manter o sigilo da trama do episódio, o modelo de tubarão foi nomeado com o código "Clive". As cenas em que os personagens andam pelo ar em um trenó puxado por um dos tubarões voadores foi filmado em frente de uma tela verde. O trenó era na verdade um riquixá que os membros da tripulação balançavam para frente e para trás com uma máquina de vento criado o efeito de voo através do ar. Como era impossível filmar debaixo do riquixá, um modelo em miniatura do trenó foi utilizado para as tomadas na parte de baixo do veículo em vez de efeitos gerados por computador.

### Música
O episódio apresenta uma canção escrita especificamente para Jenkins, intitulado "Abigail's Song". No roteiro foi escrito que a canção era única e específica para Doctor Who, e compositor Murray Gold foi contatado para escreve-la. Jenkins fez uma demonstração e, em seguida, cantou a música durante as filmagens da cena real, com ela pensando que iria parecer mais natural. Depois ela cantou a versão final e um novo arranjo mais leve foi composto pela Orquestra Nacional do País de Gales. Partes selecionadas da música deste especial, composta por Gold, foi disponibilizada como uma trilha sonora em 21 março de 2011 pela Silva Screen Records.

## Transmissão e recepção
"A Christmas Carol" foi transmitido pela primeira vez no Reino Unido através da BBC One no dia de Natal de 2010. De acordo com dados durante a noite, o episódio ficou empatado com Come Fly with Me como o segundo programa mais assistido naquele dia, atrás apenas de EastEnders, e com uma audiência média de 10,3 milhões atingindo um pico de 10,7 milhões. A classificação final na BBC One foi de 12,11, tornando o episódio no quarto mais assistido desde que a série retornou em 2005, atrás dos especiais anteriores "Voyage of the Damned" (13,31 milhões, 2007), "The Next Doctor" (13,10 milhões, 2008) e a segunda parte de The End of Time (12,27 milhões, 2010). "A Christmas Carol" foi o terceiro programa mais assistido no Reino Unido na semana que terminou em 26 de dezembro de 2010. Além disso, 716.000 pessoas assistiram o show no iPlayer da BBC, tornando-se no oitavo programa mais baixado de dezembro de 2010. O episódio recebeu um Índice de Aprovação de 83.
"A Christmas Carol" é o primeiro episódio de Doctor Who que foi transmitido no mesmo dia no Reino Unido e nos Estados Unidos pela BBC America. Neste país, 727.000 espectadores assistiram o episódio, aumento de 8% comparado ao especial anterior, a primeira parte de The End of Time. O especial também foi transmitido no Canadá, no Space, em 26 de dezembro e na Austrália, no ABC1, no mesmo dia, onde foi assistido por 880.000 espectadores.

### Recepção crítica
O episódio recebeu críticas positivas. Dan Martin do The Guardian descreveu o episódio como um "suntuoso triunfo". Simon Brew do website Den of Geek elogiou Moffat por "não tomar o caminho mais fácil" com a adaptação, dizendo que era "realmente muito louco, sem dúvida, festivo, e trata o material original de Dickens com respeito". No entanto, ele também se perguntou se as crianças "teriam gostado de 'A Christmas Carol' tanto como adultos". Keith Phipps do The A.V. Club deu ao especial nota "A-", nomeando-o "melhor especial de Natal de Doctor Who" que tinha visto. Ele elogiou Gambon, Smith, ambos os atores que interpretam Kazran mais jovem, achando ainda que Gillan e Darvill "[fizeram] a maior parte do que lhes dado", embora ele comentou que "Katherine Jenkins é mais uma presença etérea com uma voz encantadora... do que uma atriz".
Dave Golder do SFX deu ao episódio quatro estrelas e meia de cinco, explicando que, embora tenha havido momentos "rangentes", era "o especial de Natal mais adulto que tivemos, com algumas técnicas de contar histórias complexas, um enredo conduzido pelos personagens e alguns conceitos bem alucinantes". Ele elogiou a estréia de Jenkins e Smith, a quem descreveu como "uma força da natureza desencadeada na tela". Escrevendo para a IGN, Cindy White avaliou o episódio com uma nota oito de dez, descrevendo-o como um "remix inteligente" de A Christmas Carol, destacando Smith, Gambon, e Jenkins. Brad Trechak, do TV Squad, elogiou a "história habilmente tecida" de Moffat. Rick Marshall da MTV chamou de "facilmente um dos melhores episódios da série moderna... foi preenchido com a quantidade certa de humor, drama, sustos e reverência sentimental para a clássica história que inspirou sua narrativa ".
Sam McPherson do Zap2it disse que ele "gostava mais de 'A Christmas Carol' do que quase qualquer outro especial que foi ao ar desde que a série voltou em 2005", mas pensou que "algumas partes foram absolutamente bobas e outras eram absolutamente incoerentes", devido ao ritmo frenético. Enquanto ele considerou Amy e Rory "penalmente subutilizados", eles foram responsáveis por "altos risos" e deixaram o Doutor para ser o "prazer do episódio". Escrevendo para o The Daily Telegraph, Chris Harvey foi menos entusiasta sobre o episódio, dizendo que "começou bem", mas que "no momento em que ela estava cantando para o tubarão, eu tive o suficiente", enquanto pensando que, "não é realmente para velhos grosseiros como eu, que mais queria chutar o miserável Kazran Sardick de Michael Gambon quando ele estava zombando e rosnando no início do episódio do que quando ele estava completamente emotivo no final ".
"A Christmas Carol" foi nomeado para o Prêmio Hugo de melhor apresentação dramática (Forma Curta), mas perdeu os dois episódios anteriores que formaram o season finale da quinta temporada: "The Pandorica Opens" e "The Big Bang".

## Lançamentos em DVD e Blu-ray
"A Christmas Carol" foi lançado em DVD e Blu-ray como um episódio único na Região 2 em 24 de janeiro de 2011, seguido pela Região 1, também nos dois formatos, em 15 de fevereiro de 2011. Este continha o Doctor Who Confidential associado ao episódio, bem como uma versão reduzida do Doctor Who Prom.  O especial também foi incluído box da sexta temporada lançado em 21 de novembro de 2011 (Região 2) e 22 de novembro de 2011 (Região 1).
Os dez especiais de Natal entre "The Christmas Invasion" e "Last Christmas" (incluindo "A Christmas Carol") foram lançados em um box intitulado Doctor Who – The 10 Christmas Specials em 19 de outubro de 2015.